# メルコリアーノ
メルコリアーノ（伊: Mercogliano）は、イタリア共和国カンパニア州アヴェッリーノ県にある、人口約12,000人の基礎自治体（コムーネ）。

## 地理

### 位置・広がり

#### 隣接コムーネ
隣接するコムーネは以下の通り。
- アヴェッリーノ
- モンテフォルテ・イルピーノ
- ムニャーノ・デル・カルディナーレ
- オスペダレット・ダルピーノロ
- クアドレッレ
- スンモンテ

## 行政

### 分離集落
メルコリアーノには、以下の分離集落（フラツィオーネ）がある。
- Montevergine, Torrette, Torelli